# Stéphane Courtois
Stéphane Courtois (* 25. listopadu 1947) je francouzský historik působící v Paříži a zabývající se zejména dějinami komunismu. Je spoluzakladatelem vědeckého časopisu Communisme a editorem Černé knihy komunismu. Původně byl přívržencem maoismu, své přesvědčení však radikálně změnil a nyní je jedním z nejvýznamnějších reprezentantů antikomunismu.